# Sala rossa (film)
Sala rossa è un film documentario del 2002 diretto da Saverio Costanzo,
È stato presentato nella sezione DOC2002 al Torino Film Festival, ricevendo una menzione speciale «per il coraggio e il rigore con cui l'autore entra in un luogo precluso all'ufficialità, evitando lo sguardo morboso e dando respiro alle immagini».
Mostra l'attività quotidiana della "sala rossa", il Pronto Soccorso del Policlinico di Roma.
In precedenza si sono cimentati nel raccontare la vita di strutture ospedaliere l'americano Frederick Wiseman con Hospital (1970) e Near Death (1989), il francese Raymond Depardon con Urgences (1988) e Krzysztof Kieślowski con Szpital (1988).